# Une infinie tendresse
Pour plus de détails, voir Fiche technique et Distribution.

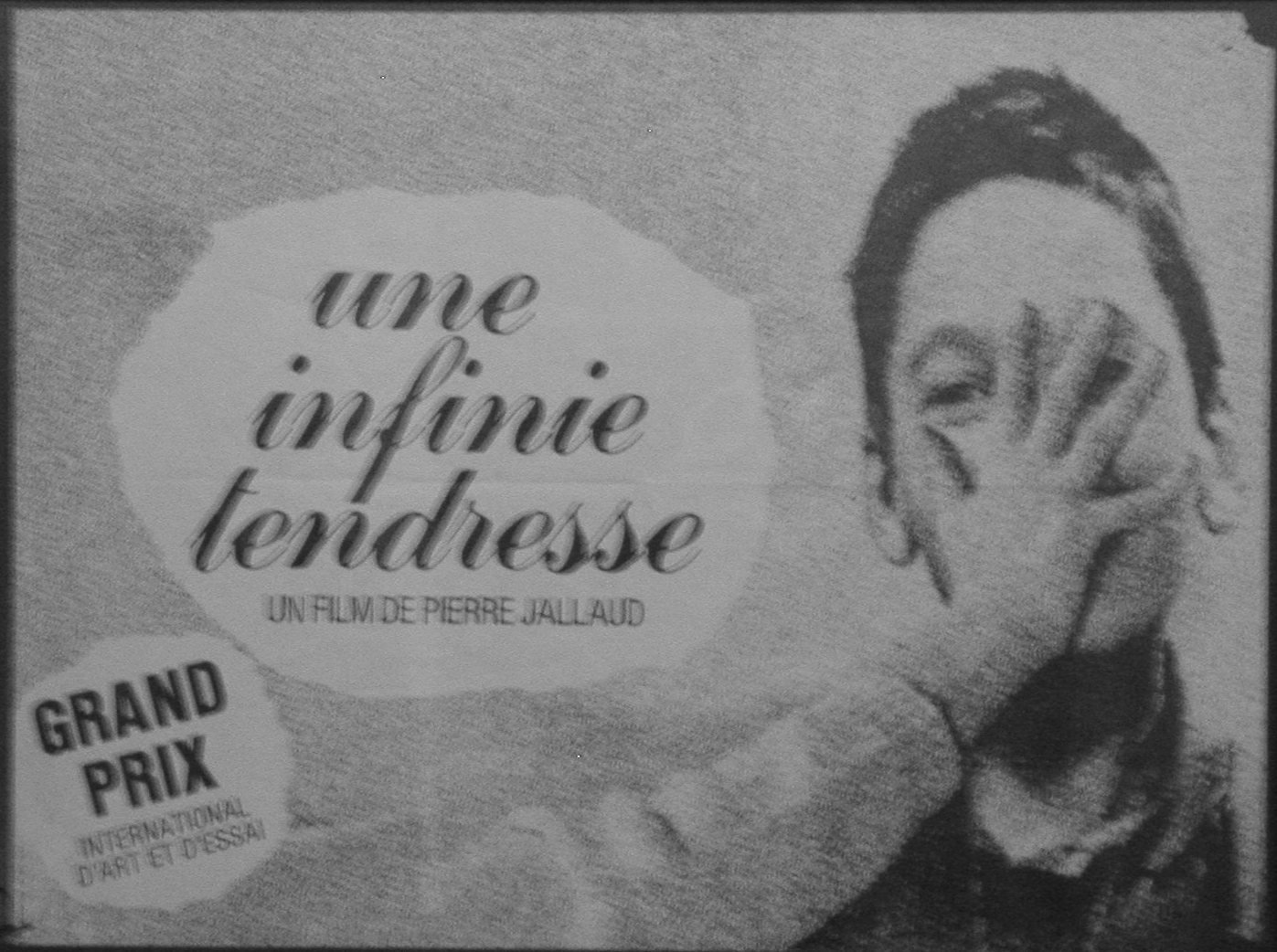
Affiche du film

Une infinie tendresse est un film français réalisé par Pierre Jallaud, tourné en 1969 et sorti en France en 1972.

## Synopsis
Simon, enfant handicapé moteur et psychique, vit en institution. ll ne communique pas, semble indifférent à son environnement et au personnel qui s'occupe de lui. Jusqu'à l'arrivée d'Emmanuel, un jeune garçon encore plus atteint que lui, qui transforme son univers. Une amitié va naître entre les deux garçons, faite de regards, de sourires, de petits gestes esquissés.

## Fiche technique
- Titre : Une infinie tendresse
- Réalisation : Pierre Jallaud
- Scénario : Pierre Jallaud
- Photographie : Georges Barsky
- Montage : Philippe Gosselet
- Musique : François de Roubaix
- Producteurs : Alexandre Mnouchkine, Claude Lelouch, Léon Zuratas, Georges Dancigers
- Sociétés de production : Les Films 13, Les Films Ariane
- Pays de production :  France
- Genre : comédie dramatique
- Dates de sortie : 
  - France : 7 mai 1972
  - États-Unis : novembre 1972 (Festival international du film de Chicago)

## Distribution
- John Ainsworth
- Naëlle-France
- José Guerra
- Jeanne Lennox
- Serge Rachevsky